# غرايسون هال
غرايسون هال (بالإنجليزية: Grayson Hall)‏ هي ممثلة أمريكية، ولدت في 18 سبتمبر 1922 في الولايات المتحدة، وتوفيت في 7 أغسطس 1985 بنيويورك في الولايات المتحدة بسبب سرطان الرئة.

## ترشيحات
- جائزة الأوسكار لأفضل ممثلة مساعدة (1964)

## وصلات خارجية
- غرايسون هال على موقع IMDb (الإنجليزية)
- غرايسون هال على موقع الموسوعة البريطانية (الإنجليزية)
- غرايسون هال على موقع ألو سيني (الفرنسية)
- غرايسون هال على موقع أول موفي (الإنجليزية)
- غرايسون هال على موقع قاعدة بيانات برودواي على الإنترنت (الإنجليزية)
- غرايسون هال على موقع قاعدة بيانات الأفلام السويدية (السويدية)
- غرايسون هال على موقع إن إن دي بي (الإنجليزية)
- غرايسون هال على موقع قاعدة بيانات الفيلم (الإنجليزية)
- غرايسون هال على موقع كينوبويسك (الروسية)